# Hialoclastita

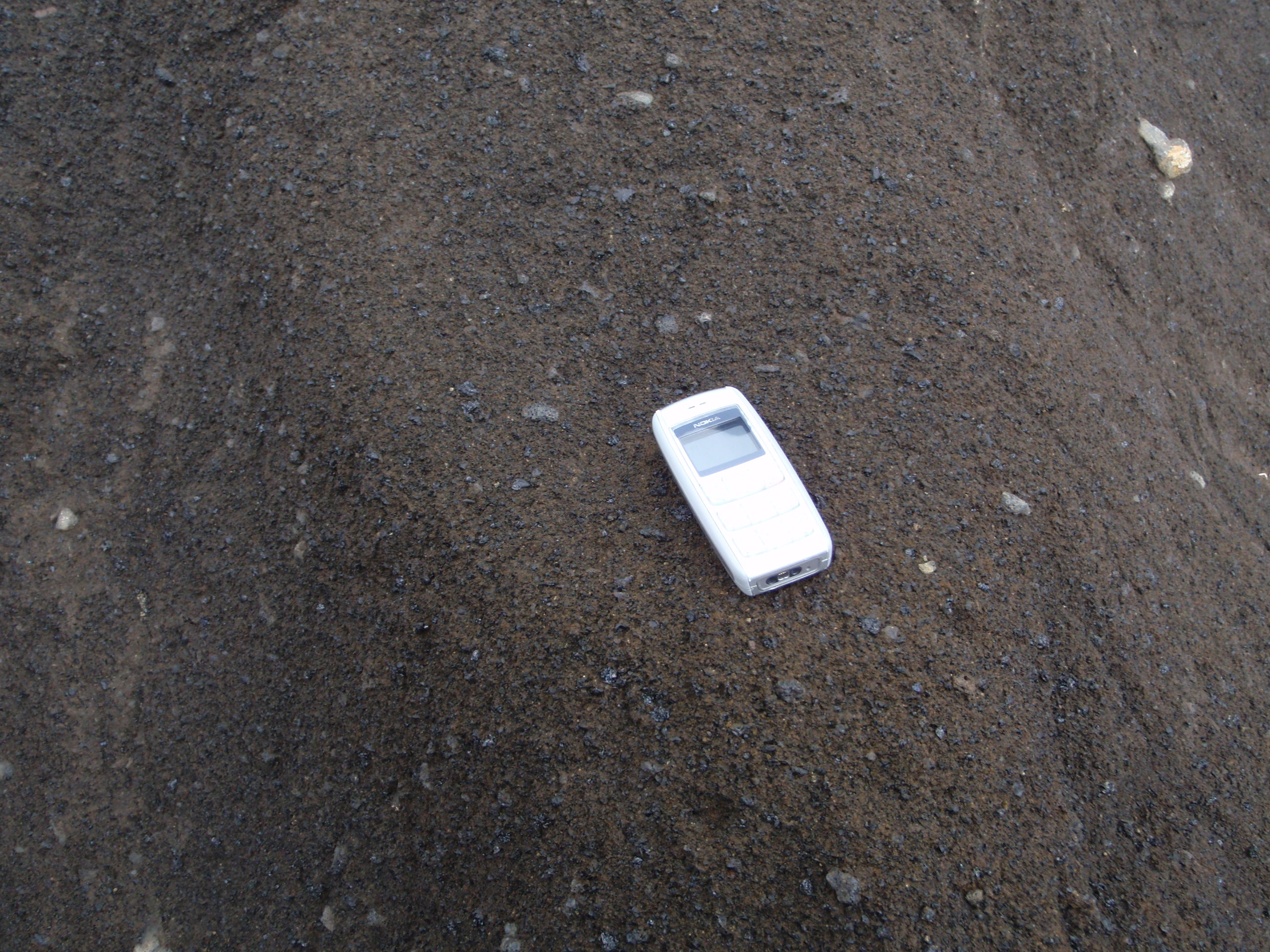
Foto de cerca de hialoclastita en Islandia. Teléfono celular de escala.

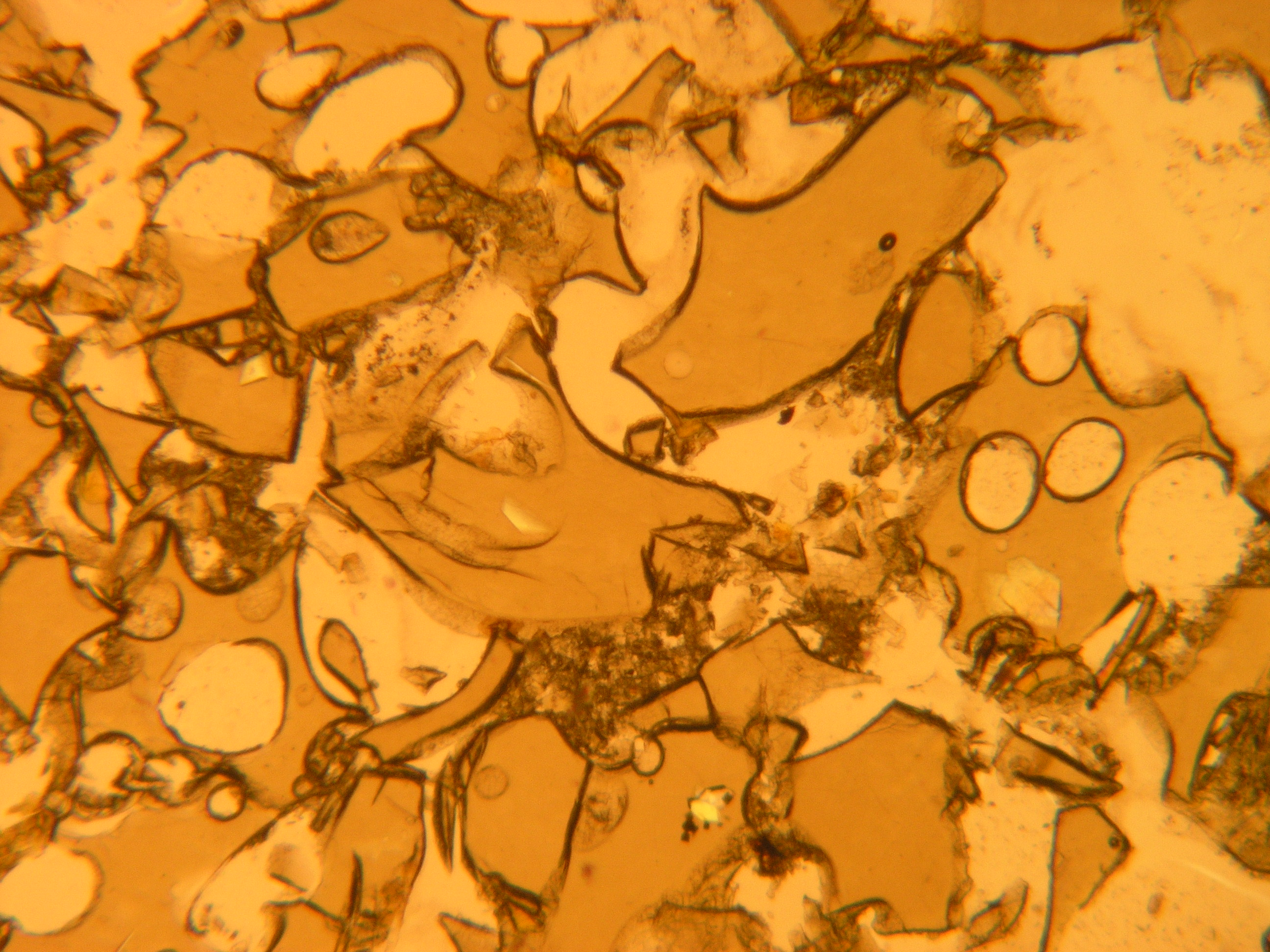
Hialoclastita vista en microscopio petrográfico.

La hialoclastita es una roca de origen volcánico de tipo fragmentario (similar a una brecha) vítreo (similar a una obsidiana pero sin tanto brillo) que se forma en erupciones bajo el agua. Está formada por fragmentos vítreos embebidos en una matriz del mismo origen y del mismo material pero de tamaño más fino. La lava, al entrar en contacto con el fluido, se enfría muy rápidamente y genera vapor, lo que provoca explosiones (incrementos muy significativos de volumen del fluido) y fragmenta el material ya solidificado o separa la lava. El interior de los fragmentos vítreos más grandes puede mostrar un patrón de enfriamiento hacia el interior, lo que favorece la degradación de la roca.